# Coleoxestia polita
Coleoxestia polita là một loài bọ cánh cứng trong họ Cerambycidae.